# Podzitwa (sielsowiet Podhorodno)
Podzitwa (biał. Подзітва; ros. Подитва) – wieś na Białorusi, w obwodzie grodzieńskim, w rejonie werenowskim, w sielsowiecie Podhorodno, przy granicy z Litwą.
W dwudziestoleciu międzywojennym leżała w Polsce, w województwie nowogródzkim, w powiecie lidzkim, w gminie Ejszyszki. Po II wojnie światowej w granicach Związku Sowieckiego. Od 1991 w niepodległej Białorusi.
Znajduje tu się rzymskokatolicka kaplica pw. Najświętszej Maryi Panny Ostrobramskiej, należąca do parafii Matki Bożej Różańcowej w Raduniu.